# Дългоопашата вискача
Дългоопашата вискача (Lagidium viscacia) са вид дребни бозайници от семейство Чинчилови (Chinchillidae).

## Разпространение
Видът е разпространен в Андите, на територията на Перу, Боливия, Чили и Аржентина. Обитава скалисти местности на надморска висичина от 2500 до 5100 m. в места бедни на растителност.

## Описание
На външен вид приличат на зайци. Козината е гъста и сива, опашката дълга. На всички крайници има по 4 пръста.

## Размножаване
Периодът на чифтосване продължава от октомври до декември. Бременността продължава 120 – 140 дена като много често ражда само по едно малко. Още от първия ден на раждането си малките могат да се хранят с твърда храна.

## Начин на живот
Дългоопашатата вискача е дневно животно, което се храни с треви, мъхове и лишеи.

## Връзки с хората
Хората отстрелват малките бозайници заради меката козина и месото им. В резултат на ловуване, числеността на вискача намалява.